# Magyar Vilmos
Magyar Vilmos, születési nevén Ungár Vilmos (Balassagyarmat, 1873. április 24. – Budapest, 1940. szeptember 10.) magyar építész és építőmester.

## Élete
Ungár Mór és Singer Rozália fiaként született zsidó családban. 1898-ban szerzett építőmesteri oklevelet. Számos meg nem valósult pályázata és felépült budapesti lakóépületei mellett jelentős építészeti szakirodalmi tevékenységet folytatott, az Építő Ipar – Építő Művészet című folyóiratnak állandó cikkírója volt. Az első világháború idején orosz fogságba esett, és ezt felhasználta a belső-ázsiai Turkesztán építőművészetének tanulmányozására.
Az első világháború után cikkeket továbbra is írt, azonban épületeket már nem nagyon tervezett. Az ő nevéhez fűződött az Alpár Ignác Társaság megalapítása 1936-ban. 1940-ben hunyt el 67 éves korában.
Az Óbudai zsidó temetőben helyezték nyugalomra.

## Ismert épületei

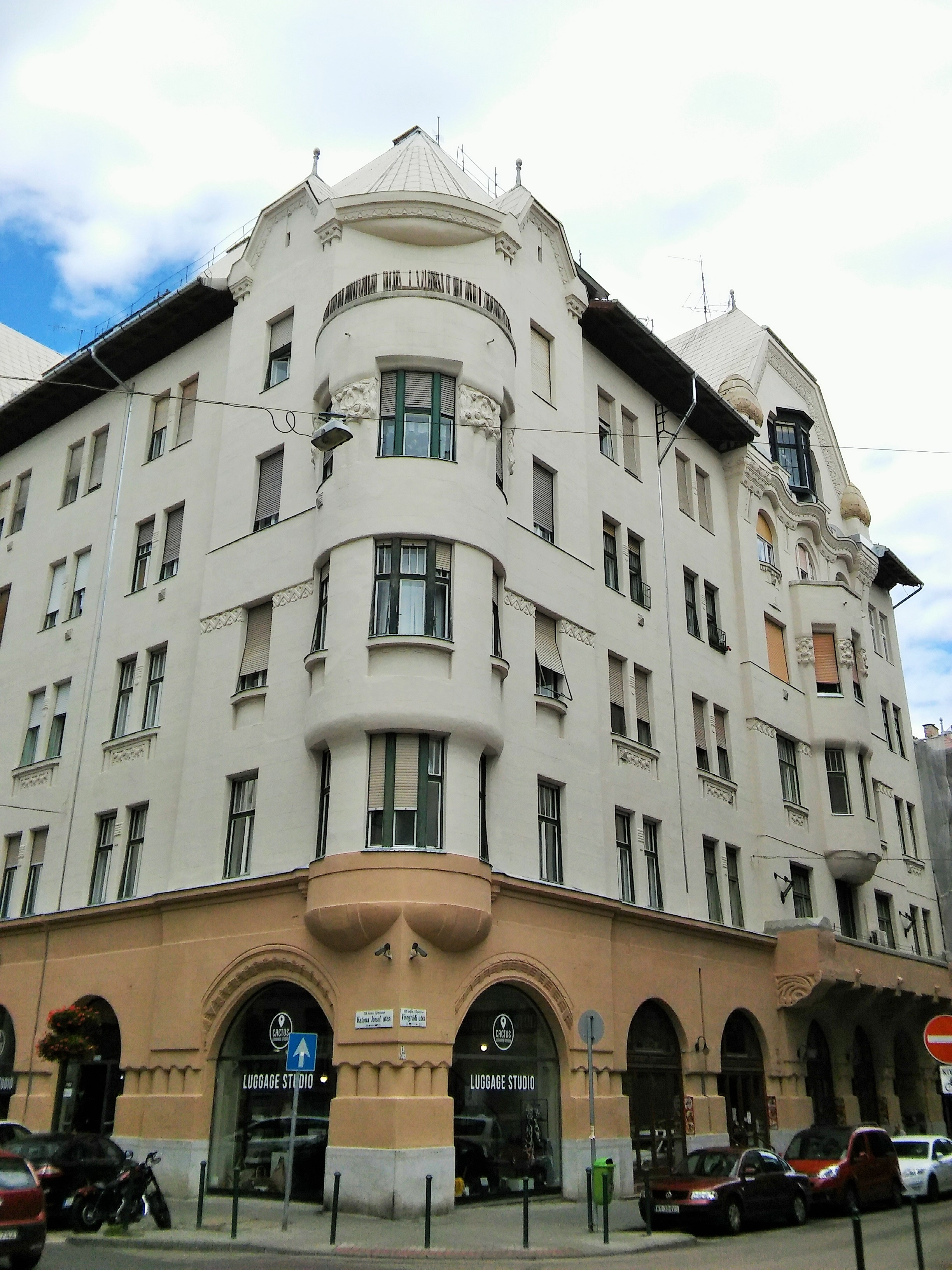
Visegrádi u. 14.

- 1906–1908: lakóház, Budapest, Visegrádi u. 14.[3][5]
- 1910: Kereskedelmi és Iparbank, Nagykároly (Tóásó Pállal közösen)[3]
- 1913–1914: Református Kollégium (ma: Benedek Elek Tanítóképző), Székelyudvarhely[3][6]
- 1930: lakóház, Balassagyarmat, Rákóczi fejedelem útja 59.[7]

### Tervben maradt pályázatai
10-nél több alkalommal vett részt tervpályázatokon.  Ismertek ezek közül:
- 1900: Agrár Takarékpénztár, Marosvásárhely (I. díj)[3]
- 1909: Budapest VI–VII. kerületi református templom (Tóásó Pállal közösen) – a koncepció ugyan nem valósult meg, de kiindulásul szolgált később Árkay Aladár tervéhez, aki felépítette 1911–1913 között a Fasori református templomot (1071 Budapest, Városligeti fasor 7.)[3]
- 1910: Múzeum, Balassagyarmat (II. díj)[9][10][11]
- 1910: Posta és Távirda, Resica[12]
- 1911: Pénzügyi Palota, Balassagyarmat (II. díj)[13]
- 1914: Budai zsinagóga, Budapest, Krisztina körút / Széll Kálmán tér[14]

## Írásai
- ld. Gerle, i. m., 132. o.